# Red Cloud (Nebraska)
Red Cloud é uma cidade localizada no estado americano de Nebraska, no Condado de Webster.

## Demografia
Segundo o censo americano de 2000, a sua população era de 1131 habitantes.
Em 2006, foi estimada uma população de 1011, um decréscimo de 120 (-10.6%).

## Geografia
De acordo com o United States Census Bureau, a localidade tem uma área de 2,6 km², sem área coberta por água. Red Cloud localiza-se a aproximadamente 523 m acima do nível do mar.

## Localidades na vizinhança
O diagrama seguinte representa as localidades num raio de 28 km ao redor de Red Cloud.